# 云南省革命委员会
云南省革命委员会，简称云南省革委会，是1968年至1979年间中华人民共和国云南省的省级国家行政机关。

## 历史
经1968年8月10日中共中央、国务院、中央军委、中央文革批复8月6日中共昆明军区委员会《关于建立云南省革命委员会的请示报告》，1968年8月13日正式成立，当天召开40万军民参与的庆祝大会。由107名委员组成，常委34人，副主任8人。1969年9月，成立云南省革命委员会党的核心小组。1971年6月，成立中共云南省委。

## 机构
1968年8月20日，省革委会第二次常委会议决定省革委会下设办事组、政工组、生产指挥组、人民保卫组。1973年8月四大组先后撤销，各工作机构逐步恢复。

## 历任领导

### 初期
- 任期：1968年8月－1970年6月
- 主任：谭甫仁
- 副主任：周兴、陈康、鲁瑞林、刘明辉、黄兆其、李毅、徐学惠、段宝珍

### 1970年起
- 任期：1970年6月－1975年10月
- 主任：周兴
- 副主任：陈康、刘明辉、黄兆其、李毅、徐学惠、段宝珍

### 1975年起
- 任期：1975年10月－1977年2月
- 主任：贾启允
- 副主任：陈康、刘明辉、黄兆其、李毅、徐学惠、段玉珍

### 1977年起
- 任期：1977年2月－1979年3月
- 主任：安平生
- 副主任：陈丕显、王必成、刘明辉、张海棠、张冲、段宝珍、刀国栋、吴志渊、李启明、张镡秀、高治国、薛韬、梁文英、赵增益、张云

### 1979年
- 任期：1979年3月－1979年12月
- 主任：安平生
- 副主任：刘明辉、赵增益、张云、吴作民、张子斋、习从真、邵风、马文东、林超、孟琦、吴生敏、刀国栋、段宝珍